# Jessica Voeten

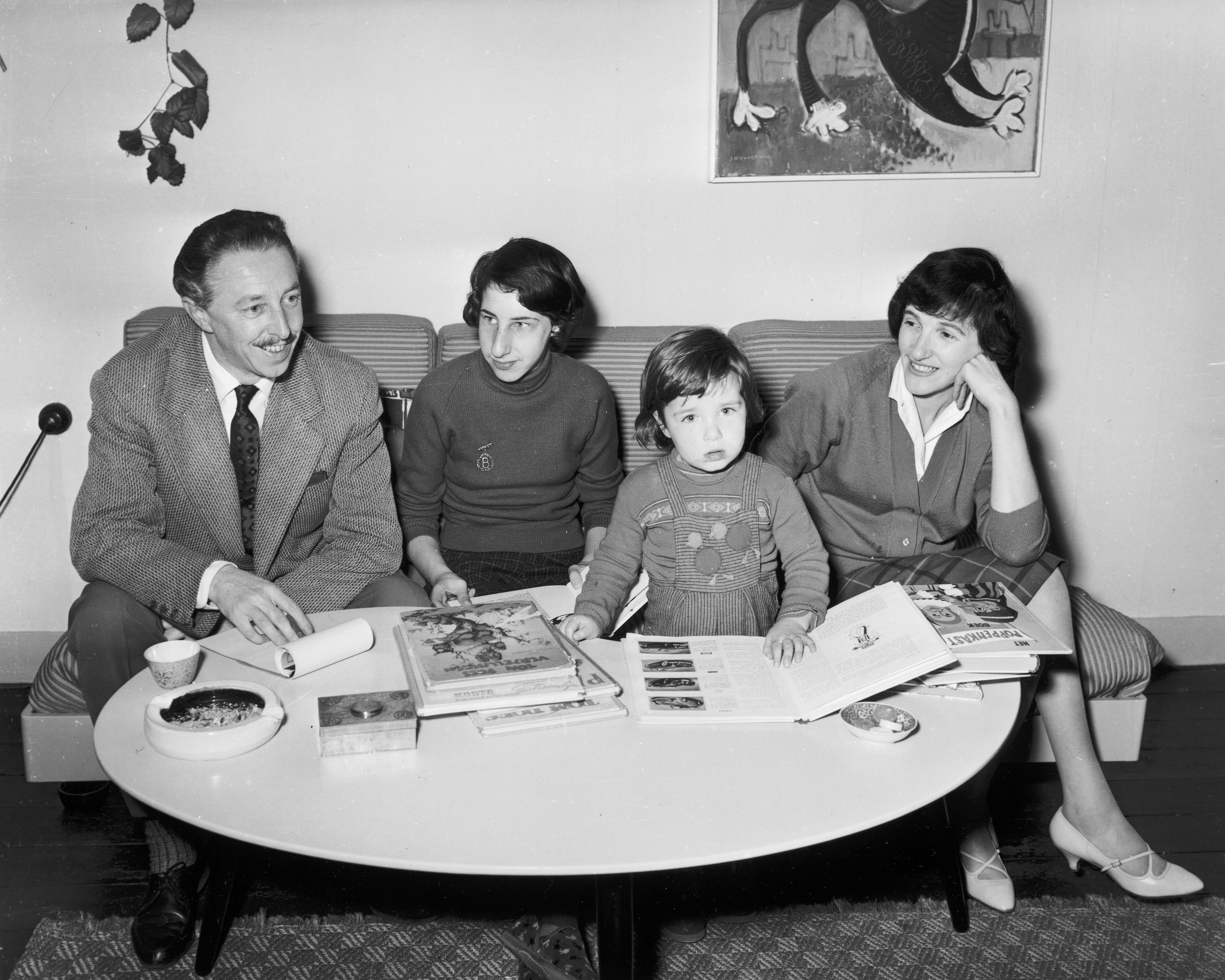
Jessica Voeten (2e van rechts) in 1958 met haar ouders en zus Betty

Jessica Albertha Voeten (Amsterdam, 1956) is een Nederlands schrijfster. Zij is de tweede dochter van Marga Minco en Bert Voeten. Zij was van 1975–1977 werkzaam als journalist bij het literaire tijdschrift Hollands Diep en daarna van 1977–1987 redacteur kunst van NRC Handelsblad. Vervolgens werd ze freelance journalist en schrijfster.
In 2003 publiceerde ze een boek over het huis waar ze opgroeide als dochter van de dichter-vertaler Bert Voeten en auteur Marga Minco, het Witsenhuis, dat indertijd een Amsterdams trefpunt van de Tachtigers was.

## Werken
- Scapino. Zutphen, De Walburg Pers, 1985. Jubileumboek ter gelegenheid van het veertigjarig bestaan van balletgroep Scapino
- Marga Minco & Het bittere kruid, 1957-1987. Een kleine documentaire. Amstelveen, AMO, 1987
- 'Spiegel van het menselijk gedrag'. Essay in Kinderjaren van Jona Oberski. Amsterdam, Patty Voorsmit, 1993. Bulkboek
- Het Witsenhuis. Amsterdam, Atlas, 2003
- Springlevend! 25 jaar Dansersfonds '79. Alexandra Radius & Han Ebbelaar. Amsterdam, Stichting Dansersfonds '79, 2005
- Piggelmee en de dieren. Amsterdam, Rubinstein, 2008. Kinderverhaal
- Dansen met een legende. Alexandra Radius en Rudolf Nureyev. 2010
- Wat zie ik? Amsterdam stad van foto's. Amsterdam, Maria Austria Instituut - Barends & Elligens, 2011 (inleiding bij dit fotoboek)
- De klik van Erwin Olaf. Amsterdam, Boekmanstudies, 2011. Ter gelegenheid van de uitreiking van de Johannes Vermeerprijs 2011 aan Erwin Olaf
- Isaac Israëls in Amsterdam. Met J.F. Heijbroek, Thoth, 2012. Ter gelegenheid van de Isaac Israëls-tentoonstelling in het Stadsarchief Amsterdam, zomer 2012
- Moed en overmoed. Leven en tijd van Mata-Hari. Met Angela Dekker, Atlas Contact, 2018. ISBN 9789045035123. Het boek werd genomineerd voor de Nederlandse Biografieprijs

- Bibliothèque nationale de France: cb155191607 (data)
- Gemeinsame Normdatei: 101460754X
- International Standard Name Identifier: 0000 0000 7848 1538
- Library of Congress Control Number: n85331236
- Nationale Bibliotheek van Israël: 987007347181605171
- Nederlandse Thesaurus van Auteursnamen: 071621814
- Système universitaire de documentation: 166446440
- Virtual International Authority File: 64313966
- WorldCat: E39PBJxRFxGMFBVk6BDkjMKw4q